# Полезни изкопаеми на Африка
В древността континентът Африка е бил известен с множеството си полезни изкопаеми.
Рудата е най-често срещана сред полезните изкопаеми, също и самородното злато. Сред тях има и много други като алуминий, берберско сребро {в малки количества}, метална руда, самородна руда  , мед, калай, желязо, чист алуминий, градивни елементи от руда. Преобладаващи са горивните изкопаеми като: нефт, петрол, чист газ, земен газ и въглища.
Много от богатствата на Африка са разположени и на островите около нея – най-вече на о. Мадагаскар.

## Изкопаеми горива
Най-големите запаси на нефт и природен газ са разположени в пустинята Сахара, делтата на река Нил – в Северна Африка, а в Западна Африка – по крайбрежието на Гвинейския залив и долните течения на реките Нигер, Конго и др. Чрез нефто- и газопроводи тези полезни изкопаеми се доставят до химическите заводи на по-големите пристанища, където се преработват и се изнасят в други страни и континенти. Открити са сравнително големи залежи на въглища. Използват се за производство на електроенергия, горива, масла и химични изделия.
В древността е била позната с получаването на някои метали – калай, мед, злато. Находища на железни руди са открити в Атласките, Горногвинейските планини, както и в някои райони на Западна и Южна Африка. Особено богата на полезни изкопаеми е областта Шаба (Кантага) в южната част на басейна на река Конго. Там се намират богати находища на медни, оловно-цинкови руди, молибден, кобалт и злато.
Най-много въглища има в Южноафриканската планинска земя и в Конгоанската котловина. В Сахара са открити нефт, природен газ и др.